# Juniperus mucronata
Juniperus mucronata — вид хвойних рослин з родини кипарисових (Cupressaceae). Місцем проживання цього виду є Мексика (Сонора, Чихуахуа).
Juniperus mucronata росте як вічнозелений кущ або невелике дерево, яке може досягати висоти від 8 до 15 метрів і діаметра на висоті грудей до 50 сантиметрів. Гілки відходять прямо або піднімаються від стовбура і утворюють крону у формі піраміди, яка з віком стає ширшою або неправильнішою. Гладка, червонувато-коричнева чи пурпурова кора з часом сіріє і відшаровується дрібними лусочками; більш товсті стовбури мають потріскану кору. Серцевина зазвичай забарвлена у світло-пурпуровий колір. Хвоя лускоподібна, від сіро- до жовто-зеленого кольору, досягає довжини від 1,3 до 2 міліметрів і ширини від 0,7 до 1 міліметра; кінчик колючий; хвоя супротивна на гілках. Рослина дводомна. Шишки дозрівають через один-два роки. Спочатку вони мають зелений колір, а в міру дозрівання стають пурпурово-червоними, темно-синіми або світло-коричневими і мають синьо-зелений відтінок. Кожна з м’ясистих шишок містить від одного до п’яти світло-коричневих насіння. Насіння досягає довжини 3–5 міліметрів і ширини 2–4 міліметрів.